# 新建新聞社
新建新聞社　（しんけんしんぶんしゃ）は、長野県長野市に本社を置いている新聞社。建築・住宅・防災を扱っているメディアである。

## 本社・支局
- 長野本社：長野県長野市南県町686-8
- 東京支社：東京都千代田区麹町2-3-3 FDC麹町ビル7F
- 北信支局：長野県長野市南県町686-8
- 東信支局：長野県上田市材木町1-2-31上小建設教会2F
- 中信支局：長野県松本市島内3897 ドエル102号室
- 南信支局：長野県伊那市狐島3685マキタハイツA号

## 主要定期刊行物
新建新聞、新建JOHO、新建ハウジング、リノベーション・ジャーナル、リスク対策.com、C+Bousai